# Argofil·làcies
Argophyllaceae és una família de plantes amb flors que són arbusts o arbrets. Pertany a l'ordre Asterals. Conté 2 gèneres, Argophyllum i Corokia. Són plantes natives de l'est d'Austràlia, Nova Zelanda, l'illa de Lord Howe, Nova Caledònia, i Rapa Iti.